# Dylan Groenewegen
Dylan Groenewegen, född 21 juni 1993 i Amsterdam, är en nederländsk professionell landsvägscyklist som tävlar för Jayco AlUla.

## Karriär
Groenewegen har cyklat professionellt sedan 2012. Bland hans meriter kan nämnas sex etappvinster i Tour De France. Han har även vunnit två nationella mästerskap i linjelopp, Driedaagse Brugge-De Panne (2019), Kuurne–Bryssel–Kuurne (2018) och Rund um Köln (2016).

## Avstängning
I sprinten på en etapp under Polen runt 2020 orsakade Groenewegen en krasch som innebar att Fabio Jakobsen blev allvarligt skadad och svävade mellan liv och död. Groenewegen blev avstängd från allt tävlande under nio månader för att ha orsakat kraschen.